# جايسون لان
جايسون لان (بالإنجليزية: Jason Lane)‏ هو لاعب كرة قاعدة أمريكي، ولد في 22 ديسمبر 1976 في سانتا روسا في الولايات المتحدة.

## وصلات خارجية
- جايسون لان على موقع دوري كرة القاعدة الرئيسي (الإنجليزية)
- جايسون لان على موقعبيزبول رفرنس.كوم (الدوري الرئيسي) (الإنجليزية)
- جايسون لان على موقعبيزبول رفرنس.كوم (الدوري الثانوي) (الإنجليزية)
- جايسون لان على موقع إي إس بي إن.كوم (أم.أل.بي) (الإنجليزية)
- جايسون لان على موقع مشجعي الرسوم البيانية (الإنجليزية)